# Réserve naturelle nationale des marais de Séné
La réserve naturelle nationale des marais de Séné (RNN131) est une réserve naturelle nationale située sur la commune de Séné dans le département du Morbihan. Nichée au fond du golfe du Morbihan, la réserve protège 530 hectares d'un espace naturel diversifié : vasières, prés-salés, étiers, et surtout les plus grands marais de la région.

## Localisation
Le territoire de la réserve naturelle est situé sur la commune de Séné, non loin de Vannes, dans le département du Morbihan. La réserve naturelle proprement dite couvre 410 hectares auxquels s'ajoutent 120 hectares de périmètre de protection.

## Histoire du site et de la réserve
En 1720, les chanoines du chapitre de la cathédrale de Vannes demandent et obtiennent la concession du domaine maritime royal pour y construire des salines. Après la Révolution de 1789, les biens du clergé sont confisqués et les salines vendues. Jusqu'au milieu du XIXe siècle, la production y est florissante. La baisse du prix du sel, l'acheminement de sel par chemin de fer et le développement de la conservation des aliments par stérilisation auront peu à peu raison de la production industrielle de sel en Bretagne. Durant la seconde moitié du siècle, les négociants vendent leurs marais aux agriculteurs et paludiers. La production de sel ne procurant plus que des revenus d'appoint, les marais sont peu à peu abandonnés. Le dernier paludier de Séné cesse son activité peu après 1950
En 1979, grâce aux dons recueillis par la SEPNB lors de la marée noire de l’Amoco Cadiz, l'association bretonne achète d'anciennes salines au lieu-dit Falguerec, et des prairies limitrophes, à Séné, représentant une surface de 14 ha. La SEPNB entame la restauration de ces terrains qui sont classés en réserve de chasse en septembre 1980. L'opération s'avère être un succès écologique puisque ces marais constituent rapidement un site d'importance internationale pour les oiseaux d'eau, qu'ils soient migrateurs en escale, installés pour l'hiver ou nicheurs à la belle saison. En 1988, à la suite des conflits qui opposent la SEPNB et la Fédération des chasseurs, l'association, la commune de Séné et l’État entament la procédure de classement des marais de Séné en réserve naturelle nationale pour garantir le maintien du caractère naturel du site.
Celle-ci est officiellement créée par décret ministériel le 21 août 1996. Le classement obtenu concernant d'autres marais de la commune que celui de Falguérec, le nom de cette réserve devient « Réserve naturelle nationale des marais de Séné ». En 2002, un nouveau décret préfectoral crée un nouveau périmètre de protection, portant la surface protégée à environ 530 ha.

## Écologie (biodiversité, intérêt écopaysager…)
La réserve naturelle des marais de Séné n'est qu'une partie d'un ensemble naturel plus vaste, la rivière de Noyalo, qui s'étend sur environ 1 000 hectares. Son estuaire fait lui-même partie du golfe du Morbihan. Du Nord au Sud, la réserve s'étend sur près de 6,5 km
Hébergeant 31 milieux naturels d'intérêt européen, la réserve naturelle est composée de trois grands types de milieux :
- L'estuaire est bordé de vasières qui se découvrent à basse mer et de prés-salés composés de végétations submergées périodiquement à marée haute.
- Ils assurent la transition avec les habitats terrestres, constitués de prairies naturelles dont la composition floristique trahit encore l'influence du sel, ainsi que de terres agricoles récemment remises en herbe.
- Le tiers de la réserve est occupé par d'anciens marais salants, composant une mosaïque de milieux humides variés[4].

### Flore
La richesse floristique du site (510 espèces de plantes répertoriées) dépend essentiellement des prairies qui présentent une grande variété de conditions d'humidité et de salinité. On dénombre parfois plus de 150 espèces dans de vieilles prairies humides, dont certaines rares dans la région comme la Renoncule de Baudot ou l'Orchis à fleurs lâches.

### Faune
Les inventaires de la réserve naturelle font état de 30 espèces de mammifères (dont la loutre), plus de 300 espèces d'oiseaux (dont 76 sont nicheuses), 44 espèces de papillons diurnes, 32 espèces de libellules, 249 espèces d'araignées à ce jour. Grâce à la présence de ses milieux de vasière et de lagune côtière, la réserve est surtout remarquable pour les stationnements et la reproduction des oiseaux d'eau. L'image de la réserve est d'ailleurs fortement liée à cette particularité. Au printemps, une grande variété de limicoles se donne rendez-vous sur les marais pour y faire une escale migratoire (Spatule blanche, Barge à queue noire...). D'autres comme l'Échasse blanche ou l'Avocette élégante se reproduisent sur les marais. Les premiers migrateurs hivernants arrivent dès le mois de juillet avec un pic d'abondance courant décembre et janvier. La plupart se regroupent soit sur les vasières et les herbiers pour s'y alimenter à basse mer, soit dans quelques anses abritées ou dans les marais pour se reposer à marée haute.

## Intérêt touristique et pédagogique
Plusieurs circuits pédestres (gratuit et payant) y sont aménagés avec des observatoires depuis lesquels il est possible d'observer les oiseaux sans être vus par eux. 
Des animations et visites guidées y sont proposées tous les jours de février à août. De septembre à janvier : des permanences sur les sentiers certains jours de la semaine et des animations de façon ponctuelle. Des animations sont proposées aux groupes et scolaires tout au long de l'année.

## Administration, Plan de gestion, règlement
La réserve naturelle est co-gérée par l'Association Bretagne vivante, la Commune de Séné, l'Amicale de chasse de Séné et le Conservatoire du littoral.

### Outils et statut juridique
La réserve naturelle a été créée par un décret du 21 août 1996.
Le site fait l'objet d'autres mesures de protection : ZNIEFF de type I et II, ZPS, ZSC, ZICO, zone RAMSAR, etc.
Le conservatoire du littoral a acquis entre 1995 et 2006, 29 parcelles comprenant les marais de Séné et l'anse de Mancel/Montsarrac. Ces acquisitions d'une superficie de 127 ha assurent la protection définitive de cette partie des espaces naturels et des paysages, sur les rivages maritimes de Séné.

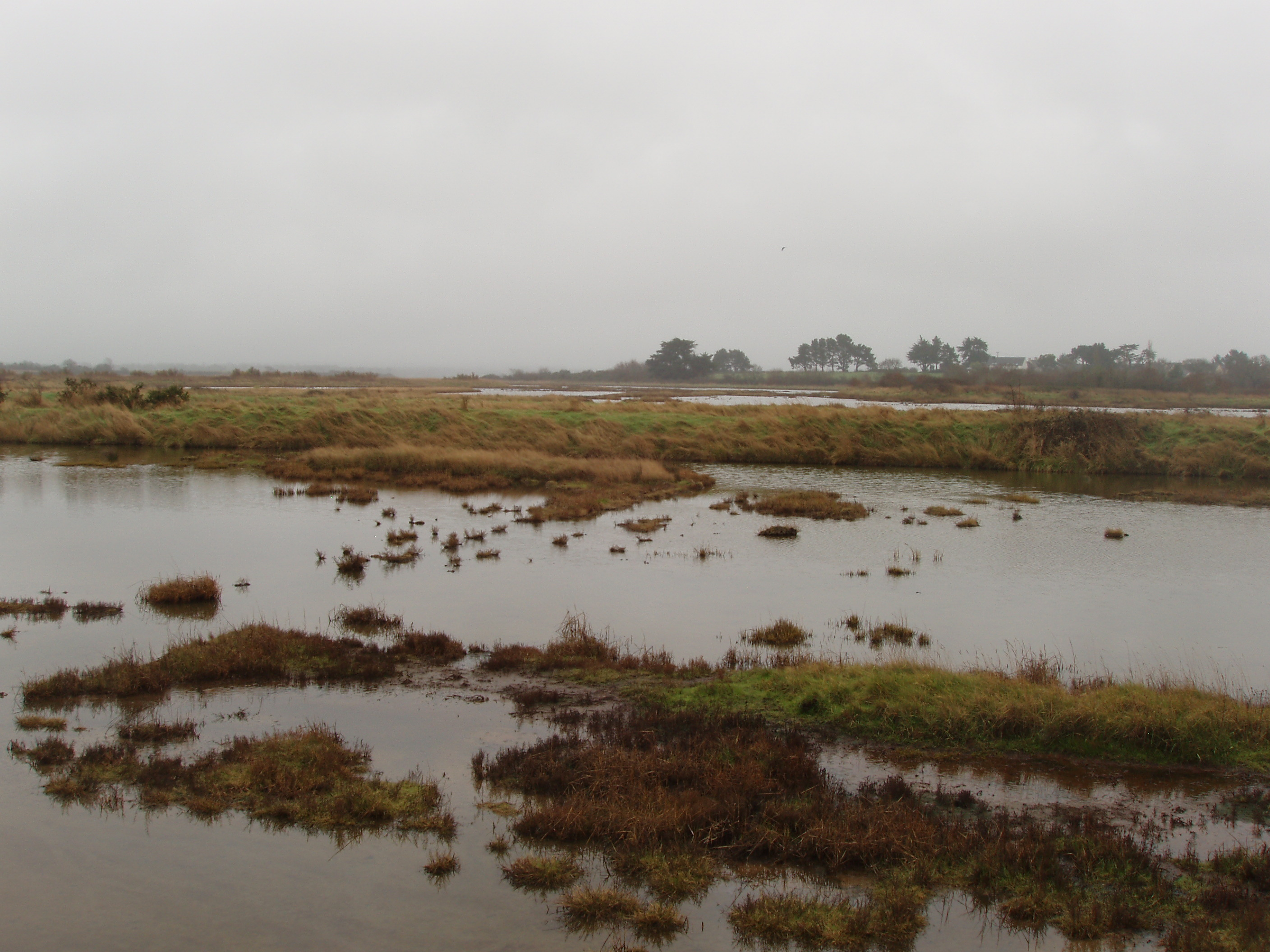
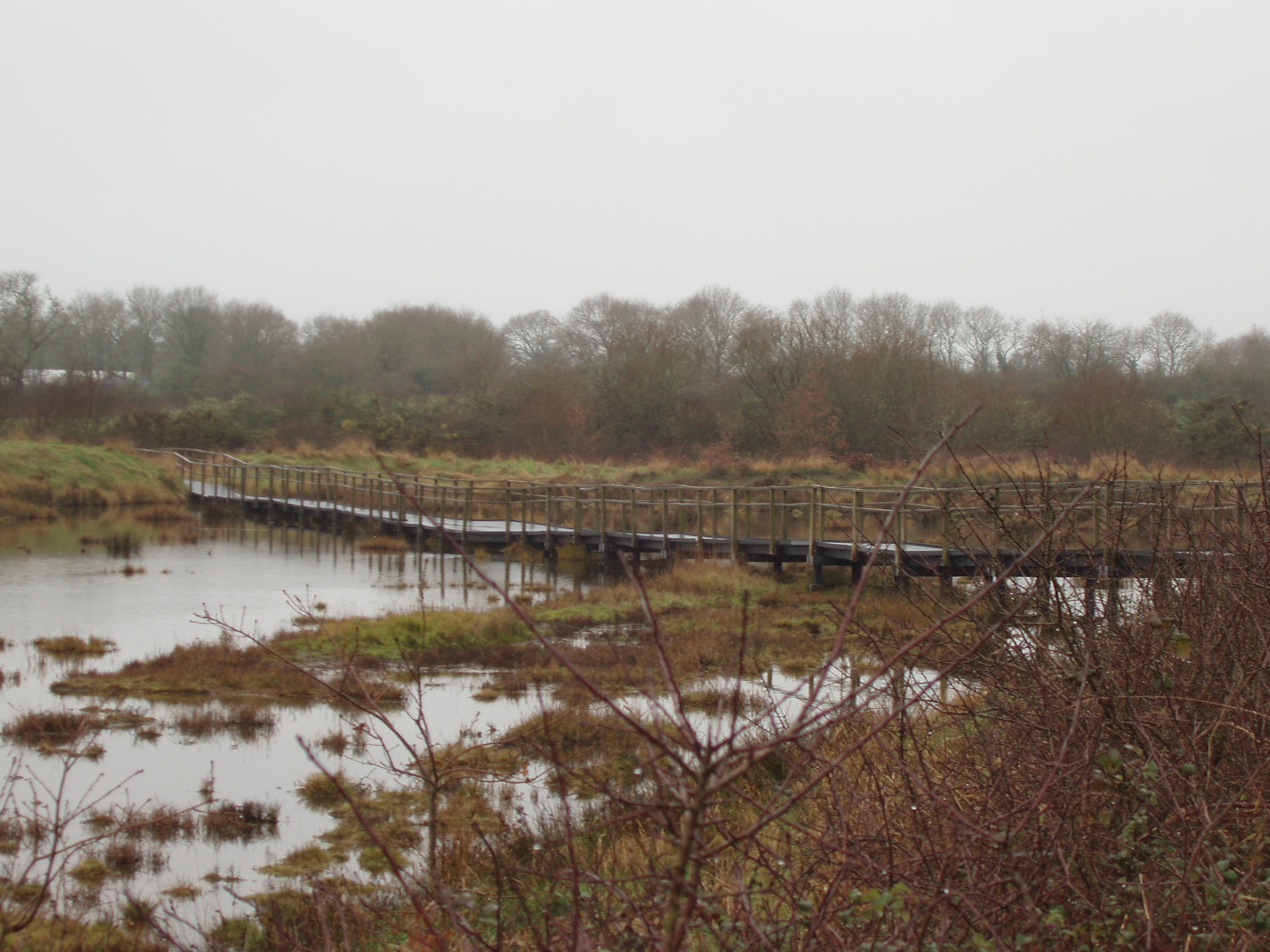
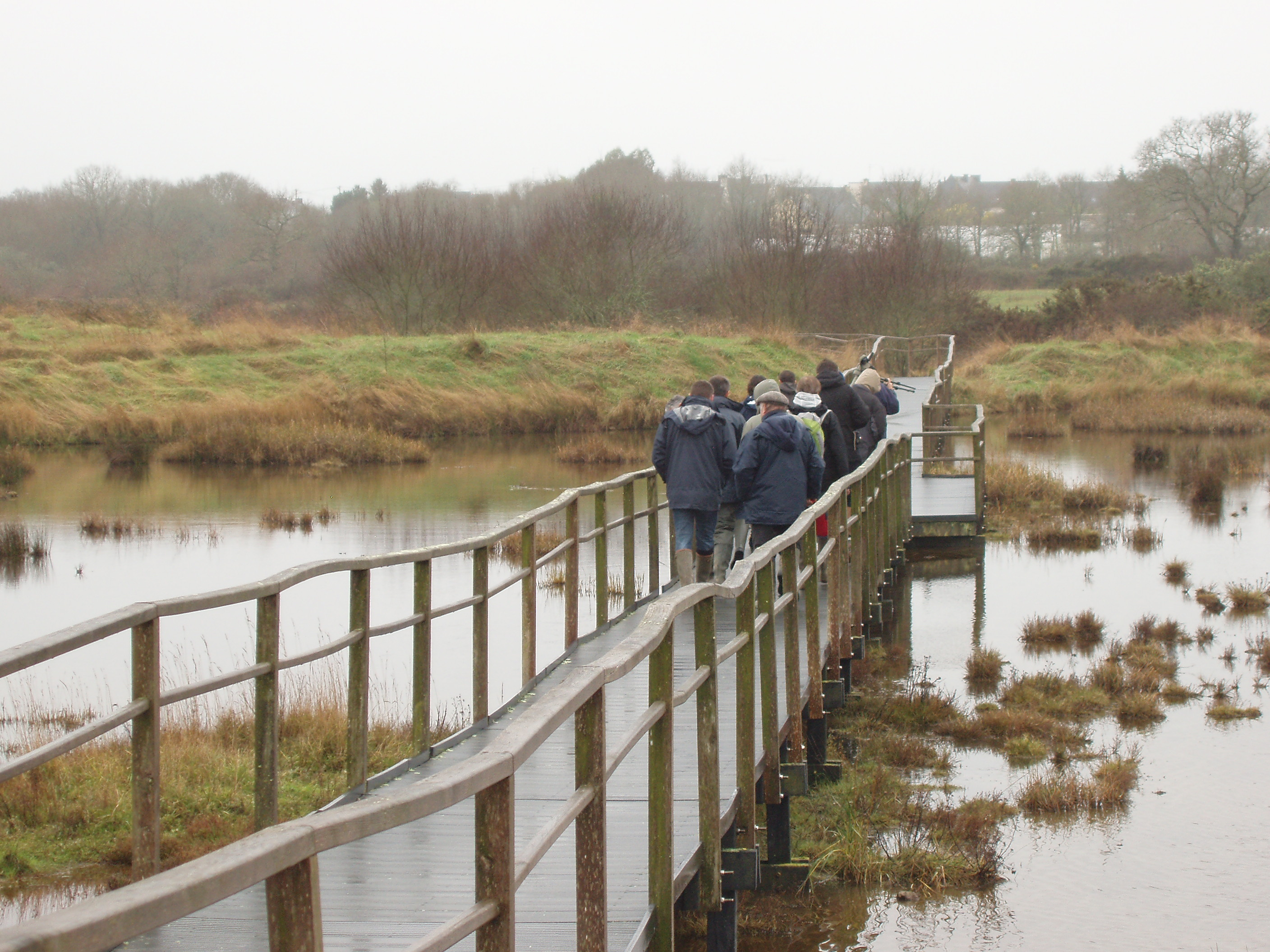
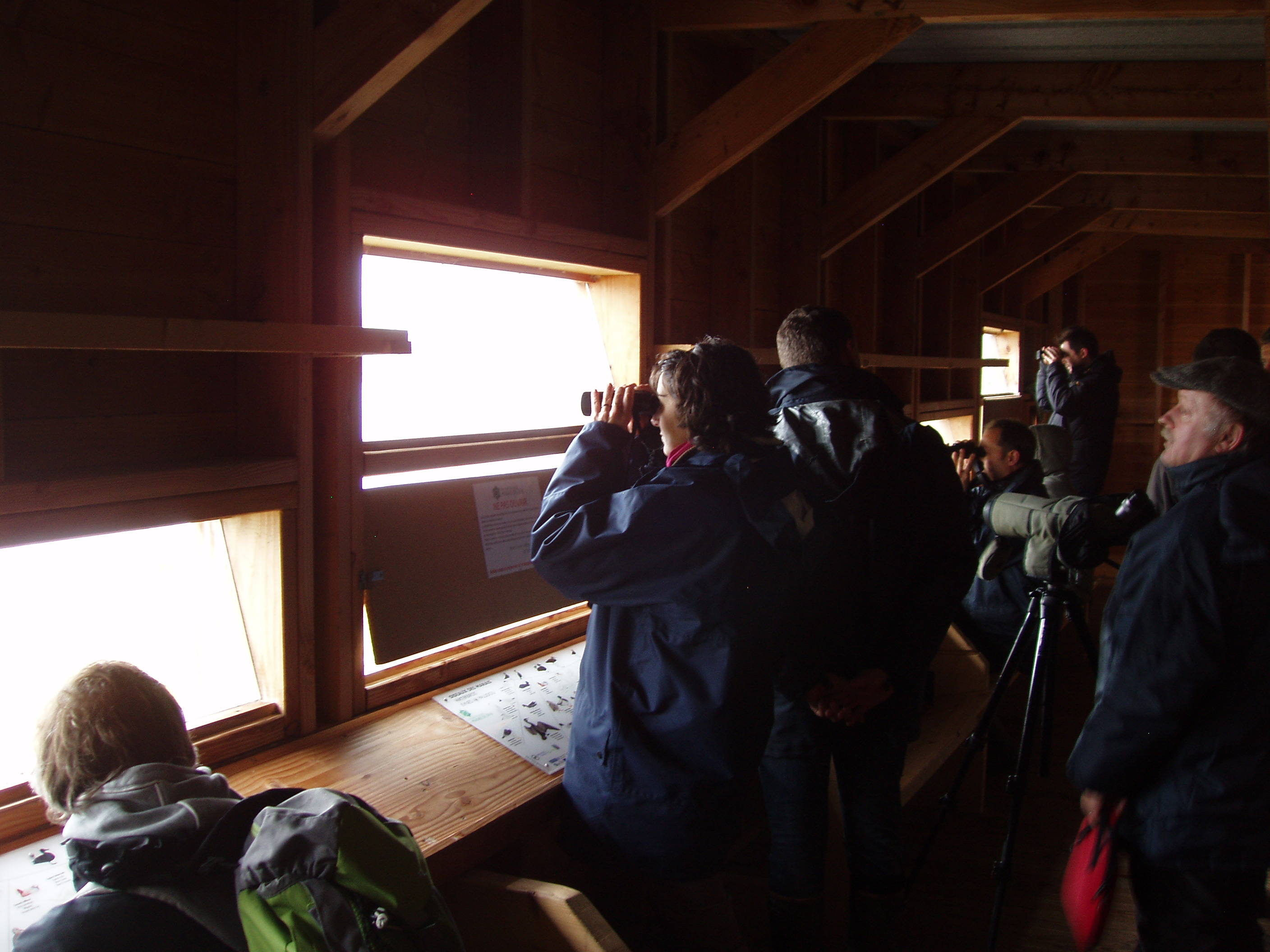